# Johann Ludwig Prasch
Johann Ludwig Prasch (* 4. April 1637 in Regensburg; † 11. Juni 1690 in Regensburg) war studierter Jurist und Sprachwissenschaftler, deutscher Schriftsteller und Dichter der auch in lateinischer Sprache schreiben konnte. Ebenso wie sein Vater und sein Großvater engagierte auch er sich für die Stadt Regensburg und bekleidete als Jurist mehrere hohe Ämter in den politischen Gremien und in der Verwaltung der Reichsstadt. Sein Grabdenkmal ist in der Minoritenkirche erhalten. In der von seiner zweiten Ehefrau verfassten lateinischen Grabinschrift ist der Wahlspruch seines Lebens festgehalten: Auf Wissen und Gewissen will ich allzeit sein beflissen.

## Leben
Johann Ludwig Prasch stammte aus einem seit 1460 nachweisbaren österreichischen Patriziergeschlecht, war der Sohn des Regensburger Ratsherren Johann Wolfgang Prasch(1609, 1658) und Neffe von dessen Bruder Johann Prasch, ebenfalls Regensburger Ratsherr. Deren Großvater war Abel Prasch (1540 1592), der in Augsburg Organist geworden war. Der Urgroßvater stammte aus einem seit 1460 nachweisbaren österreichischen Patriziergeschlecht und war mit der Familie im 16. Jahrhundert aus Glaubensgründen aus Österreich nach Augsburg ausgewandert.
In Regensburg besuchte Johann Ludwig Prasch das städtische Gymnasium poeticum, studierte im Alter von 17 Jahren zwei Jahre Geschichte zunächst in Jena, dann in Straßburg, wo er sich mit dem bekannten und beliebten Philologen, Historiker und Naturrechtler Johann Heinrich Boeckler anfreundete. Nach dem überraschenden Tod seines Vaters (1658) besuchte er die Universität in Gießen, um sich neben Philosophie und Theologie auch noch staatspolitische Kenntnisse anzueignen. Dort schloss er um 1660 sein Rechtsstudium ab und hielt dabei engen Kontakt zum Juristen und Kanzler der Universität Gießen Johann Otto Tabor. Er teilte dessen scholastische Naturrechtsauffassungen er zeitlebens und heiratete auch dessen Tochter Elisabeth (Sie starb 1682).
Zurück im heimatlichen Regensburg, machte er schnell Karriere und wurde zunächst als Konsistorialpräsident für die Berufung von Geistlichen und als Oberscholarch für das städtische Gymnasium poeticum zuständig. Um 1660 wurde er Mitglied im Inneren Rat der Stadt und 1665 als Syndikus Mitglied des aus 16 Männern bestehenden Inneren Rates der Stadt. Als solcher war er auch Vertreter der Stadt Regensburg am 1663 beginnenden Immerwährenden Reichstag. Ab 1675 war er bis zu seinem Tod Ratsmitglied des Inneren Geheimen Rates der Stadt. Neben diesen Ämtern wurden ihm wegen seiner diplomatischen Gewandtheit, seines Durchsetzungsvermögens und seiner juristischen und theologischen Kenntnisse auch noch viele weitere Aufgaben zugeordnet: Direktor des Vormundsamtes und des Ungeldamtes, betraut mit der Einziehung von Bier- und Weinsteuer und mit der Aufsicht über Mühlen und Vorratshäuser.
Schon während seiner Studienzeit waren von ihm mehrere juristische, aber auch sprachwissenschaftliche und dichterische Werke erschienen. Trotz seiner vielen politischen Ämter fand Prasch auch noch später die Muße zur Veröffentlichung einer erstaunlichen Anzahl schöngeistiger Schriften und dichterischer Werke, darunter auch eine Vielzahl von Gelegenheitsgedichten. Er verfasste aber auch sprachwissenschaftliche Werke, denen selbst der Zeitgenosse, der Dozent, Dichter und Theologe Erdmann Neumeister in seinem sehr kritischen Überblick über die damalige deutsche Barockliteratur hohes Lob zollte. Beispielhaft war auch das von Prasch 1689 in Regensburg veröffentlichte Glossarium Bavaricum mit ca. 500 Wörtern im Dialekt des Regensburger Bairisch, das als das erste bayerische Wörterbuch gilt. Lediglich seine theologischen Spekulationen gaben Anlass zu Streitigkeiten mit Christian Thomasius.
Prasch war zweimal verheiratet. Seine erste Ehefrau Anna Elisabeth, Tochter des Jura-Professors Johann Otto Tabor, verstarb nach 19 Ehejahren im Alter von 41 Jahren. Für sie hinterließ er ein inniges Nachrufgedicht.

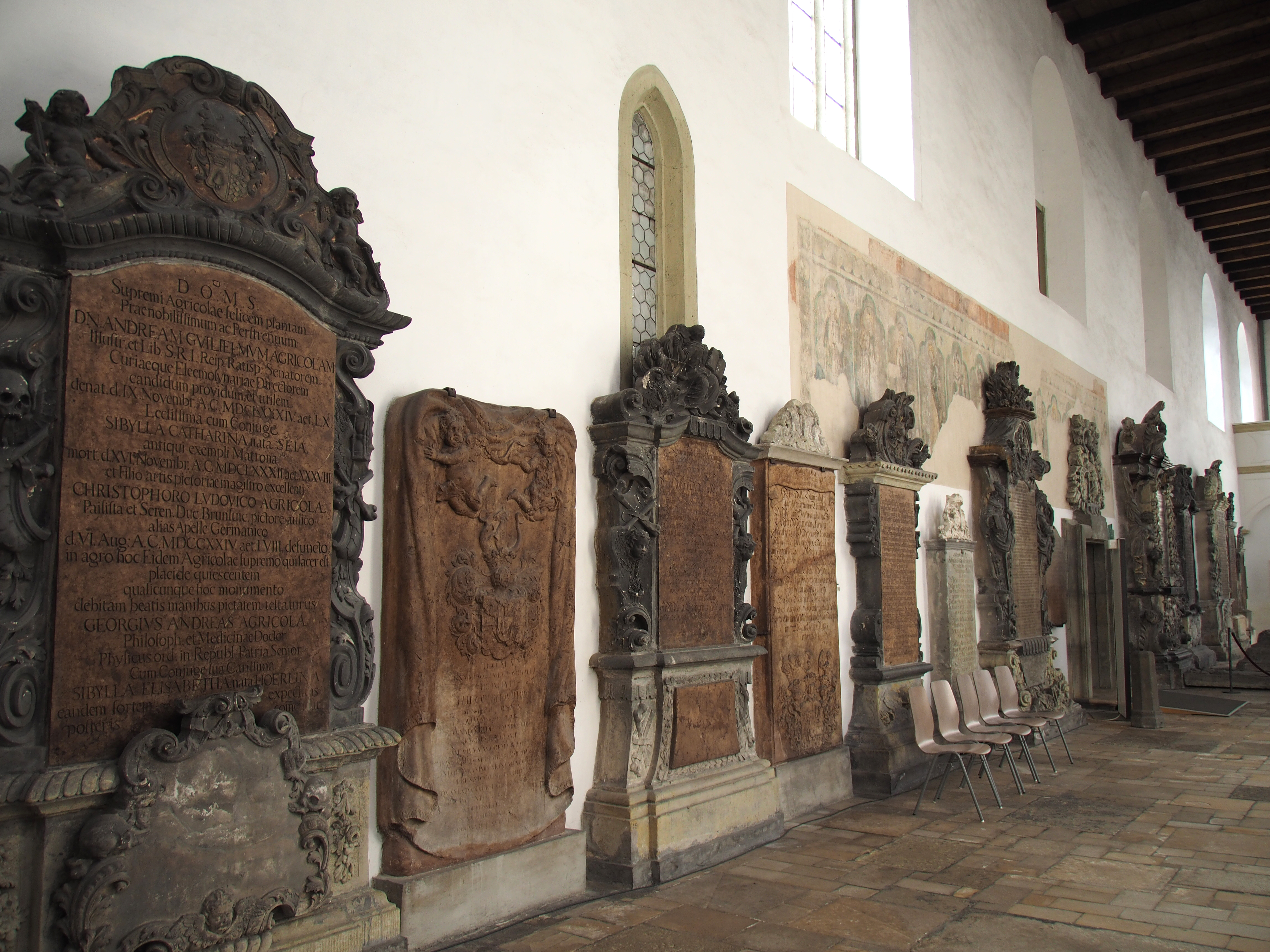
Epitaphien Minoritenkirche

Seine zweite Ehefrau, die er 1683 heiratete, war die 22 Jahre alte bereits jung verwitwete Susanna Elisabeth Hammann, die seine literarischen Ambitionen teilte. Sie war selbst als Schriftstellerin tätig und widmete ihrem neuen Ehemann eine Publikation über Romantheorie in französischer Sprache. Das wohlhabende Ehepaar lebte in einem Wohnhaus in der Unteren Bachgasse ( heute Nr. 10.) Nach seinem frühen Tod im Juni 1690 wurde Prasch auf dem Petersfriedhof vor dem Peterstor beerdigt. Auf der Grabstätte wurde ein Epitaph errichtet mit einer von seiner Ehefrau verfassten, formal und inhaltlich anspruchsvollen Inschrift. Das Epitaph ist erhalten und wird in der Minoritenkirche gezeigt, der Kirche des ehemaligen Franziskanerklosters (heute Historisches Museum).

## Werke (Auswahl)
- Tragoedia Tullia. Fischer, Regensburg 1667 (Online).
  - Beiheft zu Tullia, Tragoedia. Fischer, Regensburg 1667 (Online).
- Psyche Cretica. Regensburg 1674 u.ö.
- Gründliche Anzeige von Fürtrefflichkeit und Verbesserung teutscher Poesie, hrsg. Gerhard Dünnhaupt. Stuttgart: Hiersemann 1995 (Rarissima litterarum, 3; Ndr. d. Ausg. Regensburg 1680) ISBN 3-7772-9426-8
- Geistlicher Blumenstrauss bestehend aus allerhand...Liedern. Regensburg 1685; mit Musiknoten von Hieronymus Gradenthaler (1637–1700)
- Neue, kurtz- und deutliche Sprachkunst. Regensburg 1687
- Designatio Juris Naturalis Ex Disciplina Christianorum. Regensburg 1688.
- De Lege Caritatis Commentatio, Ad Hug. Grotii Opus De Jure Belli et Pacis. Regensburg 1688.